# A Mosómedve (South Park)
A Mosómedve (The Coon) a South Park című rajzfilmsorozat 183. része (a 13. évad 2. epizódja). Elsőként 2009. március 18-án sugározták az Egyesült Államokban. Magyarországon 2009. november 27-én mutatta be az MTV. A történet szerint Eric Cartman önbíráskodó szuperhősnek képzeli magát, de váratlanul felbukkan egy riválisa, „Mysterion”, aki sokkal népszerűbb és sikeresebb nála...
Az epizódot Trey Parker írta és rendezte, A Mosómedvét az Egyesült Államokban TV-MA L besorolással sugározták. A cselekmény eredetileg a gazdasági világválságról szólt volna, ám ezt a témát végül a későbbi Margaritaville című részben dolgozták fel. Számos találgatás született Mysterion valódi személyével kapcsolatban, Parker és Stone azt állította, nincs válasz erre a kérdésre. Azonban a 14. évad Mysterion visszatér című epizódjában fény derül a szereplő valódi kilétére.
A Mosómedve számos komor hangulatú, napjainkban bemutatott képregényfilmet kiparodizál, köztük a Spirit – A sikító város, a Watchmen: Az őrzők és A sötét lovag című filmeket. Többségében pozitív kritikákat kapott, a Nielsen Ratings szerint a sugárzás hetében 3,27 millió háztartásban látták. A humorista Bruce Vilanch, akit az epizód során kifiguráznak, a bemutató után köszönőkártyát küldött a készítőknek. Az epizódot a 13. évad többi részével együtt 2010. március 16-án adták ki eredeti nyelven, DVD és Blu-ray lemezen.

## Cselekmény
|  | Alább a cselekmény részletei következnek! |

Eric Cartman mosómedvére emlékeztető jelmezben, „A Mosómedve” álnéven igyekszik megtisztítani South Parkot a bűnözőktől. Egyre inkább frusztrálja, hogy „hőstetteit” senki sem ismeri el a városban és nem kíváncsiak arra, kit rejt az álruha. Cartman a „civil életben”, az iskolában is próbálja felhívni a figyelmet a rejtélyes szuperhősre, sikertelenül. Amikor Mosómedve felveszi a kapcsolatot a rendőrséggel, azok börtönnel fenyegetik meg, ha nem hagyja abba az önbíráskodást. Egy iskolai prezentáció alkalmával Cartman közli osztálytársaival Mosómedve felbukkanásának következő helyét, de a helyszínen egy másik jelmezes gyerekbe botlik, aki Mysterionnak nevezi magát. A south parkiak elismerik Mysterion erőfeszítéseit és hősként kezdik tisztelni, Cartman legnagyobb dühére. Cartman igyekszik kideríteni, kit rejt vetélytársa jelmeze, de nem jár sikerrel.
Hogy vetélytársát félreállítsa, Cartman felkeresi Káosz Professzort, azaz Butterst és annak segítőjét, Rettenet Tábornokot, akik Mysterionhoz hasonlóan jól ismertek a városiak szemében. Együtt közzétesznek egy felhívást, mely szerint felrobbantják a helyi kórházat, ha Mysterion nem fedi fel kilétét. Miután elhelyezi a robbanószert és elhagyja a helyszínt, váratlanul felbukkan Mysterion. Verekedni kezd Káosz Professzorral és Rettenet Tábornokkal, miközben a tömeg figyeli őket. A rendőrség is a helyszínre siet, de nem avatkoznak közbe, mert azt hiszik, fegyvereik hatástalanok a két „gonosztevővel” szemben. A visszatérő Cartman – hogy végre népszerűséget szerezzen – Mysterion mellé áll és kisegíti őt a verekedésben, Káosz Professzor és Rettenet Tábornok pedig elmenekül. Győzelmük után Cartman meggyőzi Mysteriont, hogy fedje fel magát, mivel így a későbbiekben elkerülhetik a szuperhős leleplezését követelő gonosztevők fenyegetéseit.
A későbbi felelősségre vonás tényének ellenére Mysterion felfedi kilétét és megmutatja valódi arcát; mivel azonban szinte valamennyi South Park-i gyerek arca egyforma (csupán a hajukról lehet megkülönböztetni őket), nem tudni, ki ő valójában. Mr. Garrison megjegyzi, hogy az illető az ő osztályába jár és Cartman is kijelenti, végig őrá gyanakodott (noha korábban szinte mindenkit megvádolt, hogy ő Mysterion). A rendőrség önbíráskodás miatt börtönbe zárja Mysteriont, így Mosómedve maradhat a város önjelölt védelmezője.

## Produkció
A Mosómedvét a sorozat egyik alapítója, Trey Parker írta és rendezte. Az epizód az Amerikai Egyesült Államokban 2009. március 18-án került a képernyőre, míg Magyarországon 2009. november 27-én mutatta be először az MTV. A legtöbb South Park-részhez hasonlóan ezt a részt is csupán egy héttel a bemutató előtt kezdte el megtervezni Parker és Matt Stone. Eredetileg Kenny McCormick, Kyle Broflovski és Stan Marsh is szuperhőst alakított volna a történetben, mivel az epizód egy csapat szuperhősről szólt volna, hasonlóan a Watchmen: Az őrzők című filmhez (amely szintén 2009 márciusában debütált). A készítők el is kezdték a szuperhős-jelmezek megalkotását, Cartmané készült el legelőször. Cartmant már az eredeti elképzelésük szerint is jobban érdekelte a hős-imidzs, mint a bűn elleni harc. Mivel ez a motívum egyre nagyobb jelentőségűvé vált az epizódban, Parkerék úgy döntöttek, csak Cartman lesz hős a négy főszereplő közül.
Az epizód fő témája először gazdasági világválság volt, melynek során Cartman a gazdaságért harcol. A nyitójelenetben Cartman ezért beszél a nemzet rossz gazdasági helyzetéről és Barack Obama elnökké választásáról. Cartman felfedezte volna, hogy a válság a Margaritaville turmixgépek eladásából származik és megküzdött volna az énekes Jimmy Buffett-tel, valamint a befektető Warren Buffett-tel (akit Jimmy testvéreként ábrázoltak a tervek szerint). Ezt az ötletet a készítők elvetették, és A Mosómedve teljes egészében egy képregényfilm-paródia lett. A gazdasági válságot és a Margaritaville-turmixgépet a későbbi Margaritaville című epizódban használták fel.
Mysterion kilétére nem derül fény az epizódban. A bemutató után a „Kicsoda Mysterion?” kérdés a sorozat weboldalának, a South Park Studios-nak a gyakran feltett kérdések oldalán is sűrűn megjelent. A válasz az volt, hogy „erre nincs válasz” és csupán Parker és Stone ismeri az igazságot. Parker elmondta, hogy ez az egyik leggyakoribb kérdés a sorozattal kapcsolatban, hasonlóan, mint Cartman apjának kiléte (melyre a 14. évad 201 című epizódjában derül fény). Parker és Stone először azt állította, hogy nincs igazi válasz Mysterion kilétére, mert nem választottak konkrét szereplőt a megformálására. A rész eredeti befejezése szerint, Mysterion letartóztatása után Kyle börtönben ül, mintha ő lenne Mysterion. Azonban a valódi Mysterion meglátogatja és a beszélgetésükből kiderül, Kyle csupán önfeláldozásból került börtönbe, hogy a valódi szuperhős tovább harcolhasson a bűnözők ellen. Köszönetképpen Mysterion megmutatja neki az arcát (a tényleges epizódhoz hasonlóan), de a nézők számára nem felismerhető. Ezt a befejezést aztán elvetették, mert a készítők túlságosan körülményesnek tartották így bemutatni, hogy nem Kyle volt Mysterion. A törölt jelenet a 13. évad DVD- és Blu-ray kiadásán tekinthető meg. Az epizódbeli szuperhősök a 14. évad Coon 2: Hindsight és Mysterion Rises részeiben térnek vissza, ahol kiderül: Kenny McCormick volt Mysterion.

## Kulturális utalások

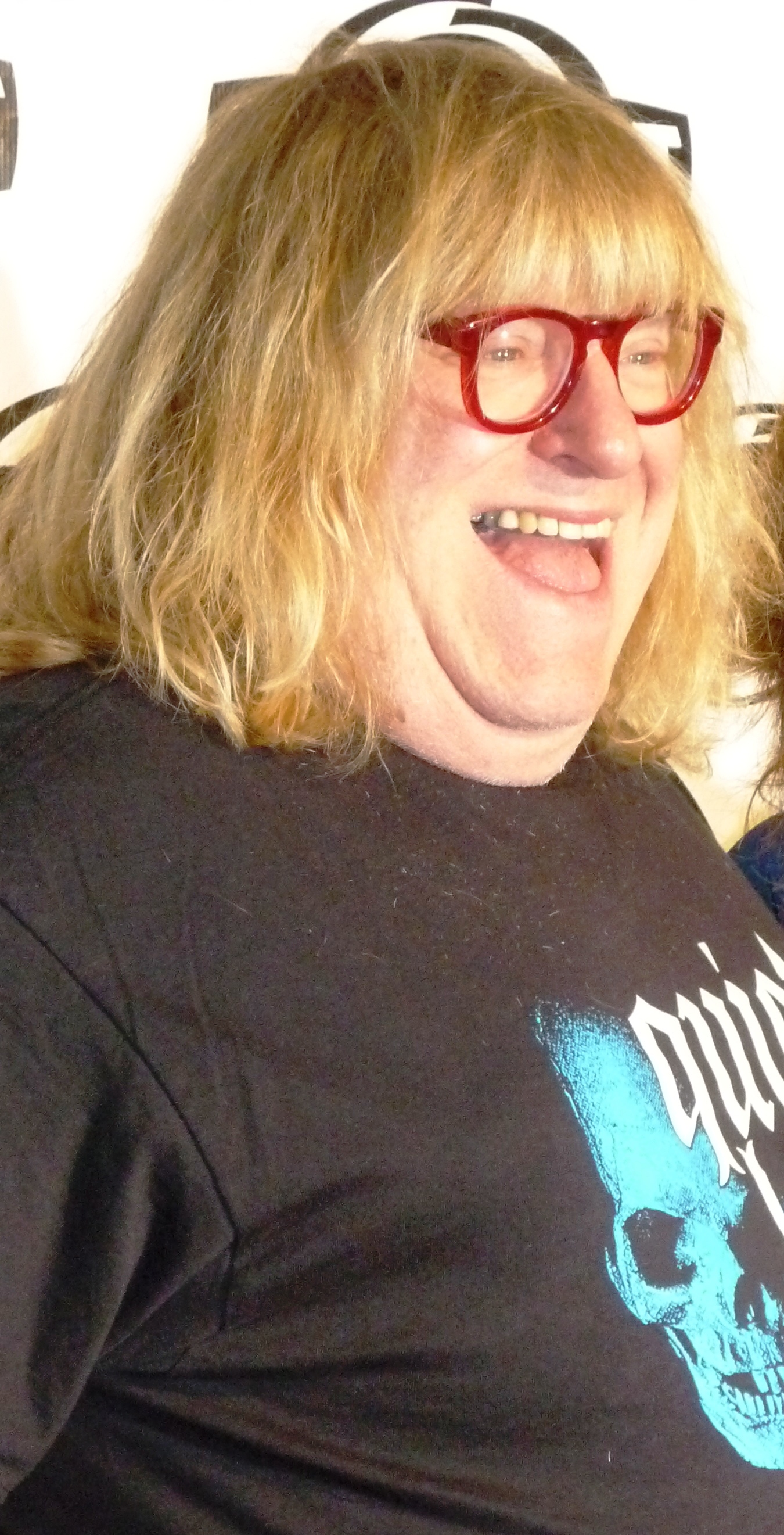
A humorista Bruce Vilanch, akit A mosómedvében kiparodizáltak

A Mosómedve főként a komor hangulatú, képregényen alapuló filmek paródiája. A legsűrűbben megemlített filmek közé tartozik A sötét lovag (2008), a Spirit – A sikító város (2008) és a Watchmen – Az őrzők (2009), de például a Pókember 3-ra (2007) is történnek célzások. Matt Stone elmondta, hogy az epizódot kifejezetten a Watchmen paródiájaként tervezték, de a készítési folyamat előrehaladtával más képregényfilmek elemeit is beemelték a történetbe. Az epizód zenéjét James Newton Howard és Hans Zimmer zenei stílusa ihlette, akik mindketten közreműködtek a Batman: Kezdődik! (2005) és A sötét lovag filmzenéjének elkészítésében. A Mosómedve és Mysterion egyaránt mély, baljóslatú hangot beszél, hasonlóan, mint Christian Bale a Batman-filmekben vagy Rorschach a Watchmenben. Stone elmondása szerint Bale hangját különösen idegesítőnek találta A sötét lovagban és szórakoztatónak tartja, hogy milyen sok képregényfilmben szereplő hősnek van ennyire mély hangja, mintha „suttognának, miután egész éjjel dohányoztak volna”.
Cartman és Mysterion is úgy utal önmagára, mint „jelkép, melyre ennek a városnak szüksége van”. Ez a mondat A sötét lovagból származik, azzal a jelenettel együtt, amelyben Butters felveszi videóra Cartman fenyegetőzését a kórház felrobbantásával kapcsolatban. Az epizód nyitójelenetét a Watchmen inspirálta: először mindkét jelenet egy város utcáit mutatja, majd ráközelít egy felhőkarcoló tetején ülő, a várost figyelő hősre.
Eric Cartman Mosómedve-találkozóját ugyanabban a hotelben tartják, amely a Vörhenyesek és a Mandulaműtét-hiba című epizódokban is szerepelt. Butters Káosz Professzorként, míg Dougie Rettenet Tábornokként szerepel a részben, gonosztevő alteregójuk először a 6. évad Káosz Professzor című epizódjában jelent meg. A Mosómedve testalkatát látva Butters két erős testalkatú, meleg humoristára, Bruce Vilanchra és Harvey Fiersteinre kezd el gyanakodni, mint lehetséges jelölt a Mosómedve valódi személyére. Vilanch az epizód sugárzása után köszönőkártyát küldött Parkernek és Stone-nak, amiért utaltak rá az epizódban. Cartman a gazdasági válságot jelöli meg a bűnözés terjedésének fő okaként (lásd még a Produkció fejezetet).

## Fogadtatás
Az eredeti amerikai bemutatót 3,27 millió háztartásban követték figyelemmel, a Nielsen Media Research adatai szerint. A 18 és 29 év közötti korosztály körében az epizód a legnézettebb szórakoztató kábeltelevíziós program volt a március 16. és március 22. közötti héten.
Az epizód többségében pozitív kritikákat kapott. Carlos Delgado (IF Magazine) szerint „a képregényfilmek kifigurázása tökéletes volt... noha nem annyira vicces, mint az előző héten bemutatott A gyűrű, A Mosómedve mégis a klasszikus epizódok közé tartozik... Reménysugár a televíziózás néha gyászosnak tűnő világában”. Delgado szerint a „The Coon” cím (mely az amerikai szlengben sértő kifejezés a feketékre) fricska Barack Obama, az első fekete amerikai elnök részére." Rick Ellis (Philadelphia Examiner) az epizódot „egy újabb politikailag erősen inkorrekt, de mégis mulatságos résznek” nevezte.
Perry Olsen (Student Life) szerint A Mosómedve fejlődés A gyűrűhöz képest, mert a morális üzenetet tekintve kevésbé volt nehézkes, esetlen. Genevieve Koski (A.V. Club) B+ értékelést adott a részre, habár nem tetszett neki a függőben maradt befejezés. Hozzátette, hogy az epizód által parodizált téma túl könnyű célpont volt, de a rész mégis „nagyon szerethető”. Cartman elismertség iránti vágyából fakadó és növekvő frusztráltsága pedig különösen tetszett neki. Travis Fickettnek (IGN) szintén nem tetszett a befejezés és – noha tetszett neki Butters szereplése, illetve a képregényes sztereotípiák kigúnyolása – úgy érezte, hiányoztak a „briliáns pillanatok” és „a szuperhős-paródiával végül ki is fulladt az epizód”.

## DVD megjelenés
A 13. évad többi részével együtt A Mosómedve az Amerikai Egyesült Államokban 2010. március 16-án jelent meg háromlemezes DVD-n, illetve kétlemezes Blu-ray disc-en. A lemezeken minden epizódhoz külön szerepel Trey Parker és Matt Stone egy-egy rövid audió-kommentárja, továbbá megtekinthetők a törölt jelenetek és egy „kulisszák mögött” extra, mely a sorozat animálásának folyamatát mutatja be.

## Fordítás
- Ez a szócikk részben vagy egészben a The Coon című angol Wikipédia-szócikk ezen változatának fordításán alapul.  Az eredeti cikk szerkesztőit annak laptörténete sorolja fel. Ez a jelzés csupán a megfogalmazás eredetét és a szerzői jogokat jelzi, nem szolgál a cikkben szereplő információk forrásmegjelöléseként.